# Akamai Technologies
Akamai Technologies, Inc. je americká společnost se specializací v oborech sítí pro doručování obsahu (CDN), kyberbezpečnosti, odvracení DDoS útoků a v oblasti poskytování cloudových služeb. Hlavní sídlo má ve Spojených státech ve městě Cambridge ve státě Massachusetts.

## Historie
Společnost byla pojmenována akamai, což znamená „mazaný“, nebo v hovorové havajštině „svěží“, „populární“ (lepším výrazem je slovíčko „cool“ v anglickém jazyce). Slovíčko našel spoluzakladatel firmy Daniel M. Lewin v havajsko-anglickém slovníku na doporučení kolegy.
Firma se účastnila soutěže MIT $50k se svým výzkumem konzistentního hashování a postoupila až do finále.